# Mauritius Enk
Mauritius Enk (auch Moritz Enk; * 1538; † 13. Dezember 1575) war 1564 und von 1571 bis 1575 Bibliothekar des Klosters St. Gallen.
Enk stammte aus Altstätten. Am 30. November 1559 legte er die Profess ab. Seit 1560 ist er als Subdiakon, ab 1562 als Diakon und Priester bezeugt. Um 1564 studierte er in Dillingen Philosophie, um 1571 in Paris Theologie. Zurück in St. Gallen, ernannte ihn Abt Otmar Kunz zum Bibliothekar. Zeugnis seiner Gelehrsamkeit legt seine Kenntnis der französischen, lateinischen, griechischen, hebräischen, syrischen und chaldäischen Sprache ab. Zudem verfasste er mehr als ein Dutzend Schriften über Musik und Philosophie. Neben dem Bibliotheksamt war er offenbar auch Novizenmeister und Pfarrer in Wil.